# آناتولی بیشووتس
آناتولی بیشووِتس (روسی: Анатолий Фёдорович Бышовец؛ زادهٔ ۲۳ آوریل ۱۹۴۶) بازیکن و مربی سابق فوتبال اهل شوروی است.
از باشگاه‌هایی که در آن بازی کرده‌است می‌توان به باشگاه فوتبال دینامو کیف اشاره کرد.